# Desa Cipicung (administrativ by i Indonesien, Jawa Barat, lat -6,94, long 108,55)
Desa Cipicung är en administrativ by i Indonesien.   Den ligger i provinsen Jawa Barat, i den västra delen av landet, 200 km öster om huvudstaden Jakarta.